# Taylor Twellman
Taylor Twellman (Minneapolis, 29 februari 1980) is een Amerikaans voormalig voetballer. Van 2001 tot en met 2010 speelde hij als aanvaller bij New England Revolution in de Major League Soccer. In 2005 werd hij topscorer in de Major League Soccer.

## Erelijst
- Topscorer Major League Soccer

Winnaar: (1) 2005 (17)